# Неглубка
Неглубка — река в России, протекает в Тверской области по границе между Масхатинским и Бежецким районами. Устье реки находится в 433 км по правому берегу реки Молога напротив деревни Ванькин Бор. Длина реки составляет 14 км.
У истока реки стоит деревня Малая Долгуша Моркиногорского сельского поселения Бежецкого района, чуть ниже на левом берегу стоит деревня Антипково Пальчихинского сельского поселения Максатихинского района.

## Данные водного реестра
По данным государственного водного реестра России относится к Верхневолжскому бассейновому округу, водохозяйственный участок реки — Молога от истока и до устья, речной подбассейн реки — Реки бассейна Рыбинского водохранилища. Речной бассейн реки — (Верхняя) Волга до Куйбышевского водохранилища (без бассейна Оки).
Код объекта в государственном водном реестре — 08010200112110000005255.

## Топографические карты
- Лист карты O-37-85 Рамешки. Масштаб: 1 : 100 000. Издание 1978 г.
- Лист карты O-37-73 Еськи. Масштаб: 1 : 100 000. Состояние местности на 1972 год. Издание 1978 г.